# Antonio Graner Viñuelas
Antonio Graner y Viñuelas (Madrid 1800-1900) fou un pintor espanyol. Va estudiar a Bellas Artes de Sant Fernando de Madrid amb Carlos de Haes. Es va especialitzar a pintar paisatges i vistes dels voltants de Madrid. Va arribar a ser catedràtic de dibuix lineal a l'Institut de Girona i va anar pensionat a Roma per a ampliar la seva formació.